# 배영수
배영수(裵營秀, 1981년 5월 4일 ~ )는 전 KBO 리그 두산 베어스의 투수이자, 현 KBO 리그 SSG 랜더스의 투수코치이다. 김상엽, 김진웅에 이어 전 삼성 라이온즈의 우완 강속구 투수 계보를 이은 에이스 선발 투수이자 전통 프랜차이즈 스타였다.
한편,  중학교 때까지 유격수였으나 고등학교 때 투수로 전향했으며 한양대 진학도 고려했지만 고등학교(경북) 선배인 이승엽이 "여러 소리 말고 삼성으로 와라"라며 다그쳐 삼성 유니폼을 입었는데 본인(배영수)(2013년 14선발승으로 세든과 공동 1위) 외에도 역대 최다 선발 타이틀 투수 중 한양대  동문이 될 뻔한 선수는 선동열(86년 17선발승)(이외-연세대) 한희민(88년 14선발승)(이외-연세대) 윤학길(92년 17선발승으로 이강철과 공동 1위)(이외-동아대)이 대표적이다.

## 선수 시절

### 아마추어 시절
경북고등학교 1학년 때 이미 최고 구속 147km/h의 공을 던졌지만 3학년 때 오른쪽 어깨 부상으로 제대로 투구하지 못했다. 언론에서는 삼성 라이온즈가 2000년 신인 드래프트에서 당시 대구상고의 우승을 이끈 투수 장준관을 지명할 것이라는 예측이 지배적이었으나 예상을 깨고 그를 1차 지명했다. 1999년 11월 팀 고졸 신인 역대 최고 계약금인 2억 5,000만원에 입단했는데 장준관은 계약금을 올리기 위해 미국행을 추진했다.

### 삼성 라이온즈시절

#### 2001년시즌
2년차에 13승(10선발승)을 거두며 마운드의 한 축을 담당했다.

#### 2002년시즌
6승으로 주춤했으나 한국시리즈에서 우승했다.

#### 2003년시즌
13승을 거두며 좋은 활약을 펼쳤다.

#### 2004년시즌
17승(16선발승) 2패, 2점대 평균자책점으로 다승 및 승률 1위를 기록하며 선발 투수로는 14년 만에 정규 시즌 MVP로 선정됐다. 당시 팀 타율 1위였던 현대 유니콘스와의 한국시리즈 4차전에서 10이닝 노히트 노런을 기록했지만 타선이 무득점에 그쳤고, 연장 11회에 권오준으로 교체돼 공식 기록으로 인정받지 못했다.

#### 2005년시즌
개막전에서 롯데 자이언츠를 상대로 무사사구 완봉승을 거두며 쾌조의 스타트로 전반기에 좋은 성적을 기록했으나 7월에 왼쪽 발목을 다친 이후로 하락세를 보이며 전년도보다 안 좋은 성적으로 시즌을 마감했다. 그러나 3년 연속 두 자릿수 승 이상을 기록했고, 147탈삼진으로 최다 탈삼진을 기록했다. 중간과 마무리를 오가며 팀의 정규 시즌 1위 등극에 기여했다. 한국시리즈 2차전에서는 6.1이닝 무실점으로 승리의 밑거름을 만들었다.

#### 2006년시즌
유독 부족한 타선 지원과 불펜진 난조로 인해 8승(7선발승) 9패에 그쳤지만 2점대 평균자책점으로 2000년대 규정 이닝을 채운 투수들 중 유일하게 3년 연속 2점대 방어율을 달성했다. 한국시리즈에서는 팔꿈치 부상을 안고도 선발과 계투를 오가며 2승, 1세이브, 1홀드를 기록했다. 한국시리즈에서 당시 감독이었던 선동열의 권유로 데포메드롤이라는 강한 진통제를 맞으며 경기를 했다. 상태가 안 좋았으나 151km/h의 직구를 던졌다. 팀을 우승으로 이끌만큼 대단한 활약을 펼쳤으나 진통제를 다량으로 복용해 그의 팔꿈치는 만신창이가 됐다. 시즌 후 11월에 수술을 위해 미국으로 떠났고, 2007년 1월 27일 LA 컬란조브 외과 병원에서 오른쪽 팔꿈치 인대 접합 수술(토미 존 서저리)을 받았다.
팔꿈치 수술로 인한 재활 훈련으로 인해 2007년에는 단 1경기에도 출전하지 못했다. 팔꿈치 수술 전 직구 최고 구속은 8월 2일 SK 와이번스전에서 기록한 155km/h이고 슬라이더는 144km/h였다. 수술 전 정규 시즌 직구 평균 구속이 145km/h였다.
팔꿈치 인대 접합 수술 이후 그의 구위는 좋지 않았으나 토미 존 서저리 수술 이후 회복 속도는 다른 선수들보다 상대적으로 빨랐고 재활 1년만에 마운드에 복귀했다.

#### 2008년시즌
시범 경기에서는 최고 구속 146km/h까지 던졌지만 시즌이 갈수록 직구의 구위는 회복되지 않았고, 시즌 중반기 최고 구속은 138km/h밖에 나오지 않았다. 그러나 올림픽 브레이크 이후 주 무기인 슬라이더와 변화구로 맞춰 잡는 피칭으로 최상의 컨디션을 기록했다. 그러면서 자연스럽게 직구 평균 구속 138~140km/h를 회복했고 최고 구속은 145km/h를 기록했다. 복귀 후 첫 시즌에 9승을 달성해 토미 존 수술 1년차로 믿기지 않는 회복 속도를 보였다.

#### 2009년시즌
전문가와 야구 팬들의 예상 및 기대와는 달리 1승(선발) 12패로 최악의 성적을 기록했다. 너무 빠른 복귀로 인해 수술 부위에 무리가 갔고, 구속은 140km/h도 안 나오는 편이었다.

#### 2010년시즌
FA 자격을 얻어 일본 프로 야구 진출을 시도했다. 도쿄 야쿠르트 스왈로스와 2년간 최대 1억 7,000만엔(23억원)에 입단할 예정이었다. 입단 테스트까지 성공적이었지만 메디컬 테스트 결과 간 수치 문제로 부적격 판정을 받아 계약이 무산됐다. 이후 2년간 계약금 6억, 연봉 2억, 옵션 3억에 계약하며 국내에 잔류했다. 시즌 성적은 6승(5선발) 8패에 그쳤으나 두산 베어스와의 플레이오프 4차전에서 1.1이닝 무피안타, 무실점으로 1점차 세이브를 기록하며 승리를 이끌었다.

#### 2011년시즌
시즌 초반에 좋은 성적을 거뒀지만 시즌이 갈수록 구위가 저하돼 6승 8패의 저조한 성적으로 시즌을 마쳤다.

#### 2012년시즌
지난 3시즌 간 부진했던 그는 미치 탤벗, 브라이언 고든이 선발 투수로 영입돼 입지가 흔들렸다. 그러나 포기하지 않으며 스프링 캠프 때 일본에 다른 선수들보다 더 오래 남아 훈련하며 시즌을 대비했고 시범 경기에서 좋은 모습을 보이며 5선발로 낙점됐다. 4월 14일 첫 선발 등판 경기였던 넥센 히어로즈전에서 7이닝 1실점으로 승리 투수가 됐고, 8월 19일 두산 베어스를 상대로 승리하며 시즌 첫 번째 전 구단 상대 승리 투수가 됐다. 또한 8월 26일 LG 트윈스전에서 역대 25번째 네 자릿수 탈삼진을 기록했으며, 이날 7이닝 무실점으로 승리 투수가 되며 역대 23번째 세 자릿수 승을 달성했다. 그리고 12년만의 두 자릿수 승을 기록했다. 9월 26일 KIA 타이거즈전에서 자신의 최다 투구수인 140구를 던지며 9이닝 6탈삼진, 3실점으로 역투했으나 상대 투수였던 윤석민의 완봉으로 인해 패전 투수가 됐다. 특유의 맞춰 잡는 피칭과 위기 관리 능력으로 2번의 완투를 하는 등 긴 이닝을 소화했다. 마지막 등판 경기인 10월 2일 LG 트윈스전을 8이닝을 무실점으로 막으며 시즌 12승을 거두며 시즌을 마무리했다. 완급 조절과 뛰어난 제구력을 바탕으로 한 투구로 12승 8패, 3점대 평균자책점을 기록했고 수술 이후 첫 3점대 평균자책점과 두 자릿수 승리를 거두며 부활했다. 가을에 특히 강했던 그는 10월 28일 한국시리즈 3차전 선발로 등판했으나 3이닝 3실점으로 기대에 미치지 못했다. 우승 이후 아시아 시리즈 1차전인 라미고전에 선발로 등판해 5이닝 1실점으로 호투했으나 타선이 무득점에 그쳐 패전 투수가 됐다.

#### 2013년시즌
5년만에 두산 베어스와의 개막전 선발 투수로 낙점됐으나 만루 홈런을 두 번이나 허용하며 무너지는 모습을 보였다. 하지만 다음 경기인 NC 다이노스전에서 7이닝 1실점으로 승리 투수가 됐다. 특히 8월 8일 한화 이글스전에서 선발 등판해 6.2이닝 3실점으로 승리 투수가 되며 김시진의 통산 최다 승 기록을 경신했다. 또한 9월 7일 LG 트윈스를 상대로 5이닝 무실점으로 선발승을 거둬 팀의 1위 자리를 지켜냈고, 9구단 체제 도입 후 최초이자 이 시즌의 유일한 전 구단 상대 승리 투수가 됐다. 전년도에 비해 컨디션이 들쭉날쭉한 모습을 많이 보였으나 타선의 활약과 특유의 노련함으로 크리스 세든과 함께 14승을 거두며 2004년 이후 9년 만에 다승왕을 차지(최다 선발승으로써 처음이자 마지막)했는데 이 해(2013년) 선발로만 14승을 기록하여 역대  최다 선발승 투수 최소 선발승(14선발승) 타이 기록을 세웠다(이외-1988년 한희민 1990년 김태원 2009년 로페즈 조정훈). 2013년 10월 28일 한국시리즈 4차전에 선발 등판했으나 1.1이닝 2실점으로 강판됐고, 타선이 1득점에 그쳐 패전 투수가 됐다.

### 한화 이글스시절
2014년 12월 3일 타 구단 협상 마지막 날에 당시 감독이었던 김성근의 부름으로 계약 기간 3년, 총 21억 5,000만원(계약금 5억원, 연봉 5억 5,000만원)에 FA 계약을 체결했다.

#### 2015년시즌
시즌 전 기대와는 달리 정규 시즌에 선발 투수로써 불안감을 노출하며 4승 11패, 7점대 평균자책점을 기록했다.

#### 2016년시즌
8월 1일 KIA 타이거즈전에 1군 엔트리에 등록됐으나 부상으로 인해 하루 만에 2군으로 내려갔다.

### 두산 베어스시절
2018년 11월 30일에 입단하였다. 주로 추격조로 활동했다. 2019년 9월 14일 SK 와이번스전에서 투구에 들어가기 직전 견제 과정에서 끝내기 보크를 허용했다. 이는 KBO 역대 첫 번째 0구 끝내기 보크였다. 한국시리즈 4차전에서 마지막 투수로 등판해 팀의 우승을 확정지었다. 2019년 10월 29일에 은퇴를 선언하며 20년 선수 인생을 마무리했다.

## 야구선수 은퇴 후
2020년부터 두산 베어스의 2군 투수코치로 활동했다. 2023년부터 롯데 자이언츠의 투수코치로 활동했다.

## 국가대표 경력
- 2006년 WBC 때 국가대표 선수로 참가했다. 일본과의 예선전에서 사토자키 도모야를 상대로 슬라이더를 이용해 3구 삼진을 잡으면서 호투했다. 당시 직구 구속이 143km/h 정도로 약간 느려 직구로 일본 타자들을 압도하지는 못했지만 특유의 자신감으로 일본 타자들을 아웃시켰다. 그러나 미국에 가서는 투구 밸런스를 제대로 잡지 못해 뛰어난 활약을 보이지 못했다. 하지만 이 대회로 병역을 해결했다.

## 에피소드
- 2001년 9월 18일 롯데전에서 당시 롯데 자이언츠 소속이었던 펠릭스 호세가 연이은 위협구에 분을 참지 못하고 그의 얼굴을 주먹으로 가격했다. 펠릭스 호세는 이로 인해 잔여 경기 출장 정지 징계를 받았고, 다음 날 1군에서 말소됐다. 펠릭스 호세는 2002년 시즌 직전 이중 계약 파문으로 한국을 떠났다. 그런데 펠릭스 호세가 한국을 떠난 후 그는 2002년 6월 23일 경기를 시작으로 2005년 8월 31일 경기까지 롯데 자이언츠를 상대로 14연승을 기록했는데 이는 개인 투수 특정 팀 상대 최다 연승 공동 2위에 해당하는 기록이었다. 2006년 4월 8일 롯데 자이언츠와의 개막전에서 선발 등판해 6.2이닝 4실점으로 패전 투수가 되며 대 롯데 자이언츠전 14연승을 마감했는데 공교롭게도 이 날은 펠릭스 호세의 한국 무대 복귀전이었다.
- 2013년 3월 30일 시즌 개막전에 선발 등판해 두산 베어스의 오재원, 김현수에게 각각 만루 홈런을 허용했다.

## 트리비아
- 2014년 5월 30일에 경북대학교의 첫 명예 홍보대사에 위촉됐다.[22]

## 논란
- 2017년 4월 27일 롯데 자이언츠전에서 보크 논란이 일어났다. 이후 7월 17일, 8월 20일 등 유독 롯데 자이언츠전에서 부정 투구 행위가 잦았고, kt 위즈전과 넥센 히어로즈전에서도 부정 투구 행위가 발각되는 등 프로 선수 답지 못한 행동을 보여 많은 비난을 받았다.[23][24] 결국 2017년 8월 22일에 KBO로부터 로진을 옷에 묻히는 행위가 부정 투구라고 판정됐고, 추후 이 부분이 또 발각되면 징계를 내린다고 해 네티즌들로부터 그동안의 부정 투구는 봐 주는 것이냐며 비난을 받았다.

## 별명
- 삼성 라이온즈 시절 '푸른 피의 에이스'라고 불렸다.
- 2006년 WBC에서 스즈키 이치로에게 사구를 던진 이후로 한동안 '배열사'라고 불렸다.[25]
- 2013년 두산 베어스와의 개막전에서 만루 홈런을 2번 허용한 후 한동안 '개만두'(개막전에 만루 홈런 2번 맞은 투수)라고 불렸다.

## 출신 학교
- 대구칠성초등학교
- 경복중학교
- 경북고등학교

## 등번호
- '25' (2000년 ~ 2014년, 삼성 라이온즈 / 2019년, 두산 베어스)
- '37' (2015년 ~ 2016년, 한화 이글스)
- '33' (2017년 ~ 2018년, 한화 이글스)
- '91' (2020년 ~ 2022년, 두산 베어스)
- '88' (2023년, 롯데 자이언츠)

## 주요 기록
- 2000년
  - 4월 9일 : 잠실 LG전, 프로 첫 등판 (1이닝 1실점)
  - 5월 14일 : 대구 LG전, 프로 첫 선발 등판 (2이닝 7실점 패전)
- 2004년
  - 10월 25일 : 한국시리즈 4차전 10이닝 노히트 노런 (비공인, 투구수 116개)
- 2005년
  - 4월 2일 : 대구 롯데전, 개막전 무사사구 완봉승 (9이닝 무실점)
- 2006년
  - 10월 21일 : 한국시리즈 첫 선발승 (6이닝 무실점)[26]
- 2012년
  - 8월 26일 : 잠실 LG전, 통산 100승, 1000탈삼진 (7이닝 무실점)[27]
- 2013년
  - 5월 4일 : 사직 롯데전, 통산 100선발승(6이닝 2실점)[28]
  - 9월 21일 : 목동 넥센전, 통산 110선발승(5이닝 5실점)[29]
- 2015년
  - 5월 22일 : 수원 kt전, 통산 120선발승(7.1이닝 3실점)[30]
- 2018년
  - 4월 14일 : 대전 삼성전, 통산 130선발승(5.2이닝 1실점)[31]

## 통산 기록
| 연도 | 팀명   | 평균자책점 | 경기 | 완투 | 완봉 | 승  | 패  | 세 | 홀 | 승률  | 타자 | 이닝   | 피안타 | 피홈런 | 볼넷 | 사구 | 탈삼진 | 실점 | 자책점 |
| ---- | ------ | ---------- | ---- | ---- | ---- | --- | --- | -- | -- | ----- | ---- | ------ | ------ | ------ | ---- | ---- | ------ | ---- | ------ |
| 2000 | 삼성   | 6.75       | 25   | 0    | 0    | 0   | 2   | 0  | 0  | 0.000 | 208  | 45.1   | 59     | 9      | 21   | 3    | 32     | 36   | 34     |
| 2001 | 삼성   | 3.77       | 35   | 0    | 0    | 13  | 8   | 0  | 0  | 0.619 | 750  | 169.2  | 169    | 11     | 89   | 8    | 96     | 82   | 71     |
| 2002 | 삼성   | 5.53       | 22   | 0    | 0    | 6   | 7   | 0  | 0  | 0.462 | 382  | 81.1   | 94     | 13     | 43   | 5    | 63     | 55   | 50     |
| 2003 | 삼성   | 4.51       | 30   | 1    | 0    | 13  | 5   | 0  | 0  | 0.722 | 722  | 163.2  | 174    | 11     | 77   | 7    | 99     | 85   | 82     |
| 2004 | 삼성   | 2.61       | 35   | 4    | 2    | 17  | 2   | 0  | 0  | 0.895 | 792  | 189.2  | 163    | 6      | 74   | 11   | 144    | 65   | 55     |
| 2005 | 삼성   | 2.86       | 31   | 2    | 1    | 11  | 11  | 2  | 1  | 0.500 | 713  | 173    | 148    | 10     | 48   | 11   | 147    | 61   | 55     |
| 2006 | 삼성   | 2.92       | 32   | 0    | 0    | 8   | 9   | 0  | 4  | 0.471 | 647  | 157.1  | 142    | 13     | 38   | 9    | 133    | 56   | 51     |
| 2008 | 삼성   | 4.55       | 27   | 0    | 0    | 9   | 8   | 0  | 0  | 0.529 | 492  | 114.2  | 127    | 15     | 38   | 3    | 71     | 59   | 58     |
| 2009 | 삼성   | 7.26       | 23   | 0    | 0    | 1   | 12  | 0  | 0  | 0.077 | 352  | 75.2   | 106    | 18     | 22   | 7    | 40     | 73   | 61     |
| 2010 | 삼성   | 4.74       | 31   | 0    | 0    | 6   | 8   | 1  | 0  | 0.429 | 526  | 119.2  | 136    | 11     | 37   | 8    | 64     | 69   | 63     |
| 2011 | 삼성   | 5.42       | 25   | 0    | 0    | 6   | 8   | 0  | 1  | 0.429 | 460  | 103    | 127    | 5      | 27   | 6    | 47     | 67   | 62     |
| 2012 | 삼성   | 3.21       | 26   | 2    | 0    | 12  | 8   | 0  | 0  | 0.600 | 658  | 160    | 159    | 7      | 39   | 3    | 89     | 64   | 57     |
| 2013 | 삼성   | 4.71       | 27   | 0    | 0    | 14  | 4   | 0  | 0  | 0.778 | 671  | 151    | 193    | 9      | 38   | 14   | 101    | 83   | 79     |
| 2014 | 삼성   | 5.45       | 25   | 1    | 0    | 8   | 6   | 0  | 0  | 0.571 | 597  | 133.2  | 171    | 14     | 39   | 5    | 111    | 87   | 81     |
| 2015 | 한화   | 7.04       | 32   | 0    | 0    | 4   | 11  | 0  | 1  | 0.267 | 469  | 101    | 124    | 21     | 39   | 14   | 56     | 93   | 79     |
| 2017 | 한화   | 5.06       | 25   | 1    | 0    | 7   | 8   | 0  | 0  | 0.467 | 575  | 128    | 155    | 17     | 29   | 13   | 86     | 82   | 72     |
| 2018 | 한화   | 6.63       | 11   | 0    | 0    | 2   | 3   | 0  | 0  | 0.400 | 251  | 55.2   | 69     | 6      | 15   | 6    | 47     | 42   | 41     |
| 2019 | 두산   | 4.57       | 37   | 0    | 0    | 1   | 2   | 0  | 0  | 0.333 | 194  | 45.1   | 50     | 4      | 11   | 3    | 10     | 25   | 23     |
| 통산 | 18시즌 | 4.46       | 499  | 11   | 3    | 138 | 122 | 3  | 7  | 0.531 | 9459 | 2167.2 | 2366   | 200    | 724  | 136  | 1436   | 1184 | 1074   |

## 같이 보기
- KBO 리그 탈삼진 관련 기록